# Font del Poble de Torrefeta
La Font del Poble de Torrefeta és una font pública de Torrefeta, al municipi de Torrefeta i Florejacs (Segarra) inclosa a l'Inventari del Patrimoni Arquitectònic de Catalunya.

## Descripció
És una petita font reconstruïda, es troba enfonsada en el terreny. A banda i banda de la fonda hi ha escales de pedra per baixar-hi. Davant hi ha una estreta canaleta per treure l'aigua. Esta rodejada per barana, i es troba dins d'un parc, on hi va la gent del poble a prendre la fresca.